# Chiesa di San Donato in Ganghereta
La chiesa di San Donato in Ganghereta (già San Niccolò a Ganghereto) è un edificio sacro che si trova a Terranuova Bracciolini.

## Storia e descrizione
La chiesa fu costruita probabilmente a partire dal 1337 ed originariamente dedicata a San Niccolò (San Niccolò a Ganghereto), dal 1790 anche a Santa Maria e fu sede della Compagnia del Santissimo Sacramento. Sebbene l'edificio sia stato completamente restaurato fra il 1931 e il 1933, rimane ancora visibile il paramento murario di epoca medievale sulla parte absidale mentre la facciata e la parte laterale sono state completamente rifatte nel 1931. Nella lunetta sopra il portale è una terracotta invetriata con la Madonna col Bambino e Angeli della fine dell'Ottocento o degli inizi del Novecento, tipica del gusto di quell'epoca.
L'interno ad aula unica, coperto a capriate, presenta quattro vetrate, eseguite nel 1932 dalla Manifattura Quentin raffiguranti San Tito, San Donato, San Francesco e Sant'Antonio da Padova, patrono di Terranuova.
Sulla parete destra è dipinta un'Ultima Cena di ispirazione leonardesca, opera di Giovanni Bassan, eseguita nel 1936. Dietro l'altare maggiore, entro una nicchia, sottolineata da una cornice cuspidata in legno intagliato e dorato, è collocato un interessante gruppo plastico di terrecotte policrome con la Madonna in trono e il Bambino tra i Santi Nicola e Pietro, attribuibile al plastificatore fiorentino Agnolo di Polo e databile alla fine del Quattrocento o all'inizio del Cinquecento.